# 古泉汇考
古泉汇考，清朝典籍。翁树培（字宜泉，1765年~1809年）著。
全书分为八卷。前六卷叙述历代钱币，自上古到明朝，卷七为其他国家和不知年代品，卷八为撒帐、吉语、压胜等钱。本书资料比较丰富。